# کامیلا لودینگتون
کمیلا آن لادینگتون (به انگلیسی: Camilla Anne Luddington) (زاده ۱۵ دسامبر ۱۹۸۳) بازیگر انگلیسی است.
از فیلم‌های معروف او می‌توان به بازی در مجموعه تلویزیونی آناتومی گری در نقش جو کارِو اشاره کرد. کمیلا همچنین در سه گانه بازی توم ریدر، توم ریدر ۲۰۱۳، ظهور توم ریدر ۲۰۱۵ و سایه توم ریدر ۲۰۱۸ به صدا پیشگی در نقش لارا کرافت پرداخت.